# Алтай (футбольный клуб, 2016)
ТОО Футбольный клуб «Алтай» (каз. «Алтай» футбол клубы) — бывший казахстанский футбольный клуб из Восточно-Казахстанской области. Команда была основана в январе 2016 года. 3 февраля 2017 года за несоответствие по сертификации клуб был исключён Федерацией Футбола Казахстана из числа участников Премьер-лиги, а впоследствии расформирован.

## История
Решением акима Восточно-Казахстанской области Д. К. Ахметова в январе 2016 года из двух футбольных клубов области ещё с советской историей («Восток» Усть-Каменогорск и «Спартак» Семей) был создан единый футбольный клуб «Алтай». Решение было принято в целях экономии бюджета региона. Генеральным директором клуба был назначен Сержан Чайжунусов. Начальником команды — Сергей Тимофеев. Главным тренером стал Игорь Востриков.
В сезоне 2016 года клуб занял 2-е место в первой лиге, а в переходном матче разгромил «Тараз» (3:0) и получил путёвку в премьер-лигу. Однако 3 февраля 2017 года в связи с несоответствием по сертификации решением Федерации футбола Казахстана был исключен из участников премьер-лиги и переведён обратно в первую лигу, но в итоге не подтвердил своего участия и в данном турнире, тем самым прекратив своё существование.
Позже стало известно о том, что во вторую лигу будет заявлен клуб с похожим названием «Алтай ВКО» (Усть-Каменогорск), который по заявлению областных властей не является правопреемником ТОО ФК «Алтай».

## Стадионы
У футбольного клуба было 2 домашних стадиона — «Восток» в Усть-Каменогорске и «Спартак» в Семее. 1-ю половину сезона команда принимала гостей в одном городе, 2-ю половину — в другом.